# Hemigrammus ocellifer
Hemigrammus ocellifer és una espècie de peix de la família dels caràcids i de l'ordre dels caraciformes que es troba a Sud-amèrica: conca del riu Amazones al Brasil i el Perú, i rius de la Guaiana, Surinam i la Guaiana Francesa.
Els mascles poden assolir 4,4 cm de llargària total i són, generalment, molt més petits i esvelts que les femelles.
És una espècie molt prolífica i es reprodueix fàcilment en captivitat. Amb una temperatura d'incubació de 26 °C, la desclosa dels ous es produeix entre 48-60 hores.
Menja cucs, insectes petits, crustacis i plantes.
Viu a àrees de clima tropical entre 22 °C i 26 °C de temperatura.